# Supercopa de España (pallanuoto femminile)
La Supercoppa di Spagna (in spagnolo Supercopa de España) è la supercoppa nazionale spagnola di pallanuoto femminile assegnata annualmente dalla Reale Federazione Spagnola del Nuoto.
Il trofeo si assegna in gara unica e viene conteso dai club vincitori del campionato e della Copa de la Reina; se si tratta dello stesso vincitore partecipa il club finalista di coppa.
La Supercoppa si disputa dal 2009. Il Club Natació Sabadell è la squadra con più successi nella competizione, con dodici affermazioni.

## Albo d'oro
| Stagione | Vincitore   | Finalista   | Risultato     |
| -------- | ----------- | ----------- | ------------- |
| 2009     | Sabadell    | Mediterrani | 8-5           |
| 2010     | Sabadell    | Mediterrani | 19-2          |
| 2011     | Sabadell    | Mediterrani | 16-5          |
| 2012     | Sabadell    | Sant Andreu | 11-5          |
| 2013     | Sabadell    | Terrassa    | 21-1          |
| 2014     | Sabadell    | Mataró      | 14-3          |
| 2015     | Sabadell    | Sant Andreu | 12-5          |
| 2016     | Sabadell    | Mataró      | 11-6          |
| 2017     | Sabadell    | Mataró      | 10-5          |
| 2018     | Sabadell    | Sant Andreu | 8-5           |
| 2019     | Mataró      | Sabadell    | 15-14 (d.t.r) |
| 2020     | Sabadell    | Mataró      | 11-6          |
| 2021     | Mataró      | Sabadell    | 10-8          |
| 2022     | Mataró      | Sabadell    | 10-9          |
| 2023     | Sabadell    | Mataró      | 12-11         |
| 2024     | Sant Andreu | Mataró      | 10-5          |

## Vittorie per squadra
| Squadra     | Titoli | Anni                                                                   |
| ----------- | ------ | ---------------------------------------------------------------------- |
| Sabadell    | 12     | 2009, 2010, 2011, 2012, 2013, 2014, 2015, 2016, 2017, 2018, 2020, 2023 |
| Mataró      | 3      | 2019, 2021, 2022                                                       |
| Sant Andreu | 1      | 2024                                                                   |